# Murray River National Park
Murray River National Park är en nationalpark i Australien.   Den ligger i delstaten South Australia, i den sydöstra delen av landet, 800 km väster om huvudstaden Canberra. Murray River National Park ligger 18 meter över havet.
Omgivningarna runt Murray River National Park är i huvudsak ett öppet busklandskap. Runt Murray River National Park är det mycket glesbefolkat, med 2 invånare per kvadratkilometer.